# Тарталей (станция)
Тарталей — станция Муромского региона Горьковской железной дороги в городском поселении Сергач Нижегородская область, основана в 1933 году. При станции существует одноимённый посёлок. Обслуживает грузовые перевозки. Через станцию проходят две электрички в день: Сергач — Арзамас-2 и обратно.